# Whispering Pines
Whispering Pines é uma vila localizada no estado norte-americano de Carolina do Norte, no Condado de Moore.

## Demografia
Segundo o censo norte-americano de 2000, a sua população era de 2090 habitantes.
Em 2006, foi estimada uma população de 2131, um aumento de 41 (2.0%).

## Geografia
De acordo com o United States Census Bureau tem uma área de
9,5 km², dos quais 7,8 km² cobertos por terra e 1,7 km² cobertos por água.

## Localidades na vizinhança
O diagrama seguinte representa as localidades num raio de 12 km ao redor de Whispering Pines.